# Estação Ferroviária do Pragal

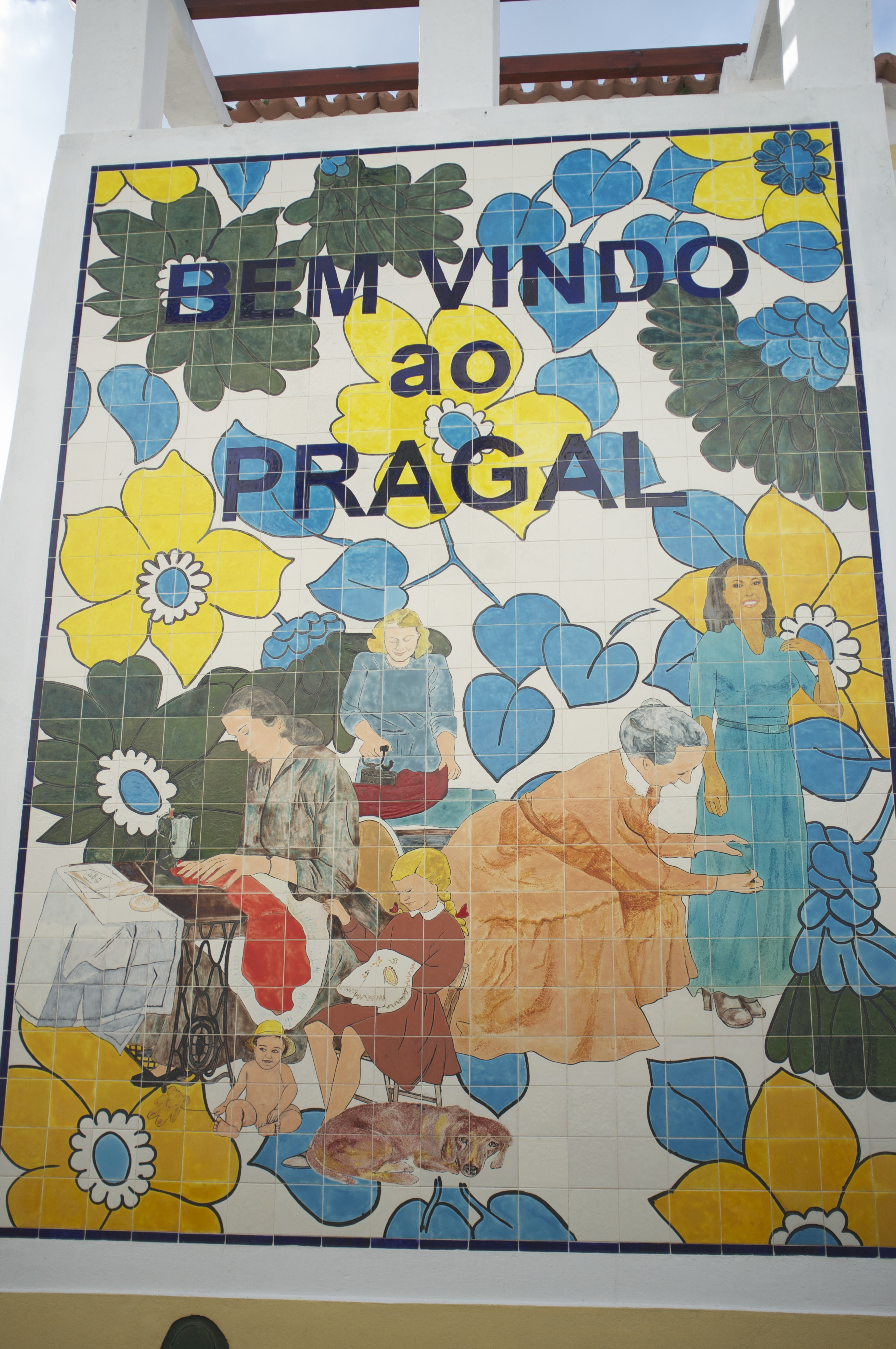
Painel de azulejos polícromos.

A Estação Ferroviária do Pragal é uma interface da Linha do Sul, que serve a localidade do Pragal, no Município de Almada, em Portugal.

## Descrição

### Localização e acessos
Esta interface desenvolve-se transversalmente às avenidas Jorge Peixinho, José Cardoso Pires, e Torrado da Silva, na localidade de Pragal.
Esta interface é servida por duas das três linhas de Metro, sendo terminal de uma delas, com conexões a Cacilhas, a Corroios, e ao Monte da Caparica.[carece de fontes?] Além disso, a Carris Metropolitana opera, desde 2022, 17 carreiras de autocarro, ligando a estação a vários destinos na Península de Setúbal: Na Avenida José Cardoso Pires, situa-se o terminal rodoviário da estação, sendo usado pelas carreiras que terminam na estação; já na Avenida Torrado Silva, situa-se o terminal de transbordo da estação, sendo usado pelas carreiras que passam pela estação.[carece de fontes?]

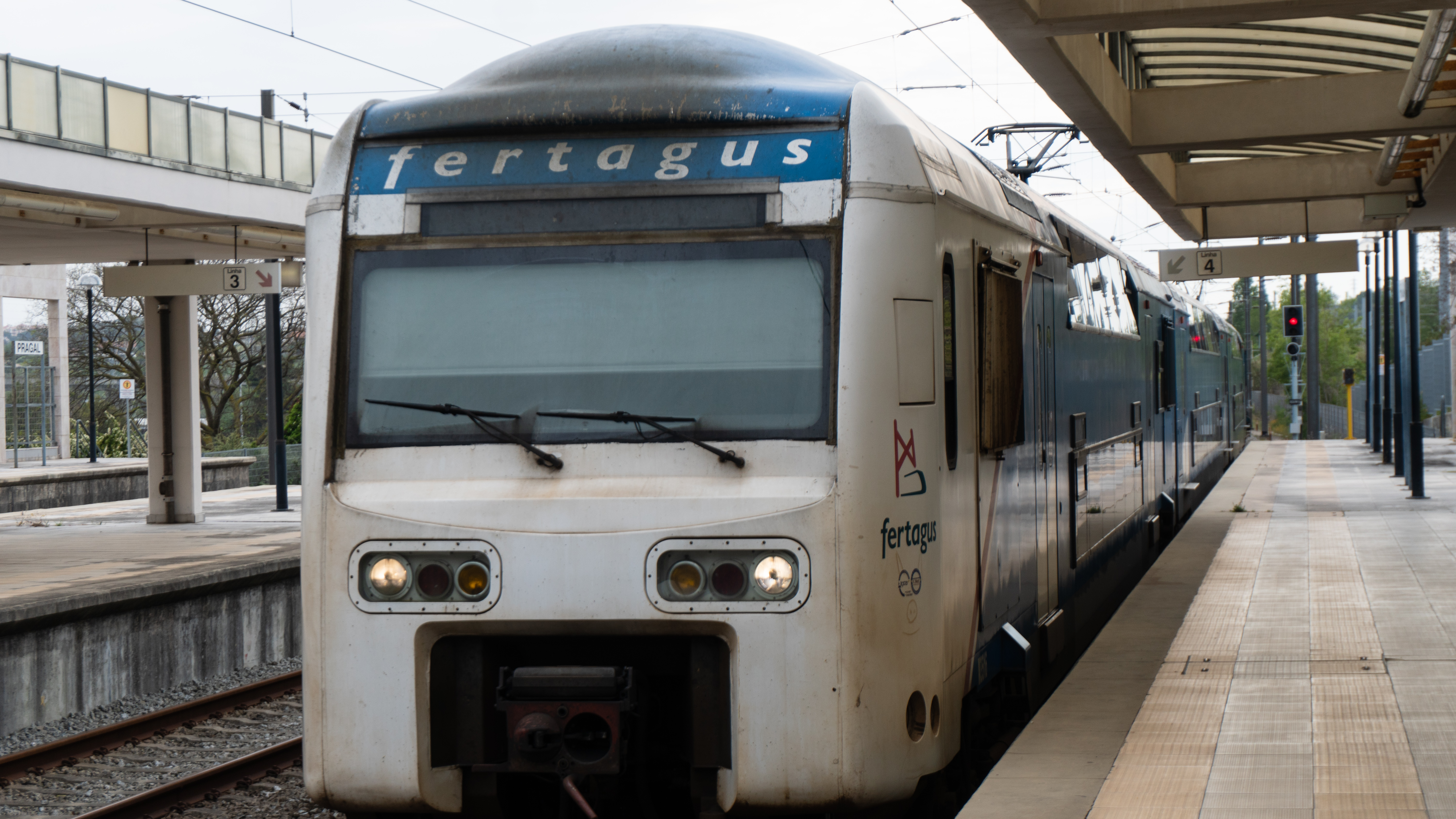
Automotora Fertagus na estação do Pragal.

### Infraestrutura
Esta interface apresenta quatro vias de circulação, numeradas de I a IV, com comprimentos entre 323 e 460 m e acessíveis por plataformas com comprimentos entre 226 e 306 m de comprimento e 90 cm de altura; existe ainda uma vias secundária, identificada como G1, com comprimentos de 50 m; todas estas vias estão eletrificadas em toda a sua extensão.

### Serviços
Esta estação é utilizada pelos serviços de passageiros da operadora Fertagus, suburbanos, e de longo curso da C.P., de tipo intercidades.

## História

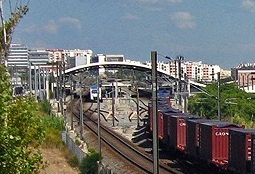
Composição de mercadorias circulando pela estação.

Já em Março de 1953, o deputado Pinho Brandão, num discurso sobre as ligações ferroviárias entre as margens Norte e Sul do Tejo, ponderou se a planeada via férrea entre Lisboa e a Margem Sul poderia passar junto ao Pragal, atravessando o rio por uma ponte, e ligando-se à rede ferroviária já existente no Vale de Alcântara.
Na primeira metade da década de 1990, o Gabinete do Nó Ferroviário de Lisboa iniciou a fase de concurso de uma ligação ferroviária entre Lisboa e a rede ferroviária na Margem Sul do Tejo, no âmbito do Eixo Ferroviário Norte-Sul. Na margem Sul, estava prevista a construção de duas interfaces ferroviárias, que serviriam o Fogueteiro e o Pragal. Esta interface foi planeada e construída directamente pelo Gabinete do Nó Ferroviário de Lisboa, tendo sido concebida segundo os novos conceitos de gares ferroviárias, no sentido de se transformar num espaço de vivência e de interligação entre os vários meios de transporte. A estação entrou ao serviço no dia 30 de Julho de 1999.

Em Janeiro de 2011, contava com quatro vias de circulação, com 381, 323, 327 e 480 m de comprimento; as plataformas tinham 304 e 226 m de extensão, apresentando todas 90 cm de altura — valores mais tarde alterados para os atuais.